# Casa del Commun Tesoro
Casa del Commun Tesoro (z wł. Budynek Skarbu Państwa) – budynek w Valletcie na Malcie. Gmach wznosi się przy Republic Square frontem do Biblioteki Narodowej. Oryginalnie zbudowany dla Skarbu Zakonu Joannitów. W części budynku mieścił się pierwszy urząd pocztowy, a przez lata znajdowały się tu m.in.: biura rządowe, hotel oraz kino. Od pierwszych lat XX wieku znajdował się tu gentlemen’s club znany jako Casino Maltese.

## Historia
Casa del Commun Tesoro pierwotnie należał do Skarbu Zakonu św. Jana, mieściła się tu jego księgowość, przechowywano wszelkie kontrakty i zapisy finansowe. Złote i srebrne kruszce składowane były w Conservatoria, stojącej naprzeciw Casa del Commun Tesoro. Budynek ten został zburzony w latach 80. XVIII wieku, aby zrobić miejsce pod gmach Biblioteki.
Na czele Skarbu Zakonu stał wielki komandor (Grand Commander), któremu asystowali dwaj prokuratorzy Skarbu, prokurator wielkiego mistrza, konserwator zakonny oraz sekretarz. Ten ostatni rezydował w apartamencie wewnątrz Casa del Commun Tesoro.

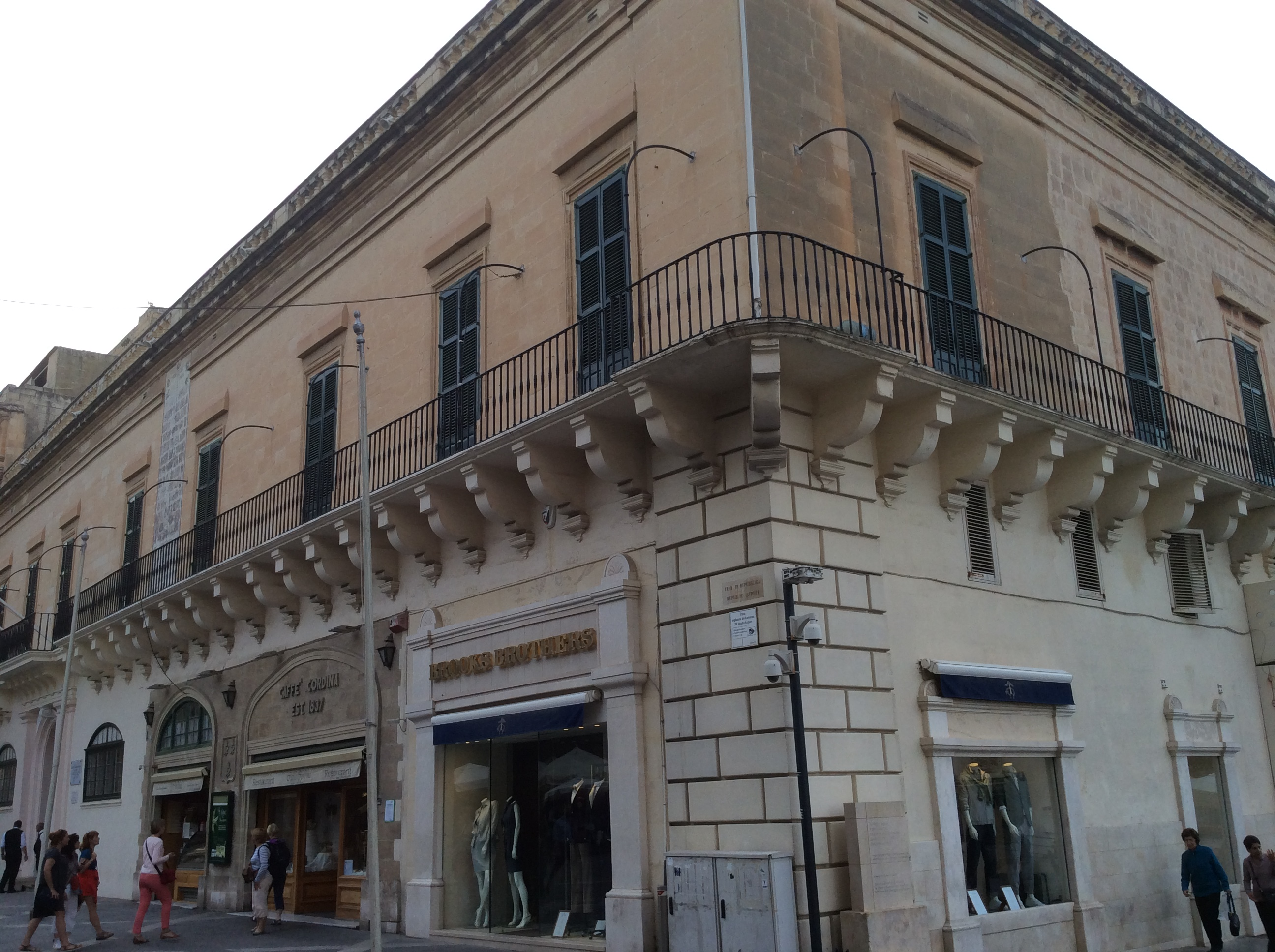
Casa del Commun Tesoro – róg Republic Street i Old Theatre Street

W roku 1708 ustanowiona została pierwsza prawdziwa służba pocztowa na Malcie, zaś pierwszym urzędem pocztowym na wyspie stało się pomieszczenie w Casa del Commun Tesoro. Tak było do roku 1841, kiedy dział paczkowy urzędu przeniesiony został do Banca Giuratale. 1 kwietnia 1849 roku reszta urzędu pocztowego została również przeniesiona do Banca Giuratale, który później stał się znany jako Główny Urząd Pocztowy (General Post Office).
We wczesnych latach XIX wieku Brytyjczycy używali budynku, aby pomieścić w nim niektóre biura publiczne, m.in. biuro Sekretarza Generalnego, biuro poborcy podatku gruntowego oraz Skarbu Rządu. W latach 1804–1805 w budynku tym pracował angielski poeta i pisarz Samuel Taylor Coleridge. Giovanni Bonello umieścił na fasadzie tablicę, upamiętniającą Coleridge’a. W późnych latach XIX wieku obiekt został przekształcony w hotel, znany jako Grand Hotel. Przez pewien czas w części budynku mieściło się, otwarte jako drugie na Malcie, kino, nazywane „Grande Cinematografo” lub „Salinos Cinema”. Od wczesnych lat XX wieku w budynku mieściło się Casino Maltese, renomowany gentlemen’s club. Konstrukcja budynku została mocno zmodyfikowana w roku 1914, pod kierunkiem architekta Nicola Buhagiara.
W kwietniu 1921 roku w Casino Maltese przyjmowany był japoński książę (późniejszy cesarz) Hirohito. Odwiedził on Maltę w trakcie swej sześciomiesięcznej podróży po Europie. Hirohito sprezentował klubowi wazę, jest ona wciąż eksponowana w budynku.
Budynek został mocno uszkodzony przez bombardowanie lotnicze podczas II wojny światowej. W roku 1942 uszkodzona została główna klatka schodowa, kiedy bomba spadła na dziedziniec budynku, lecz została ona później odbudowana. Wtedy też budynek został przebudowany, z pewną ilością modyfikacji, pod nadzorem Francesco Sammuta.
Budynek zaliczony jest przez Malta Environment and Planning Authority do zabytków narodowych klasy I.

## Architektura budynku

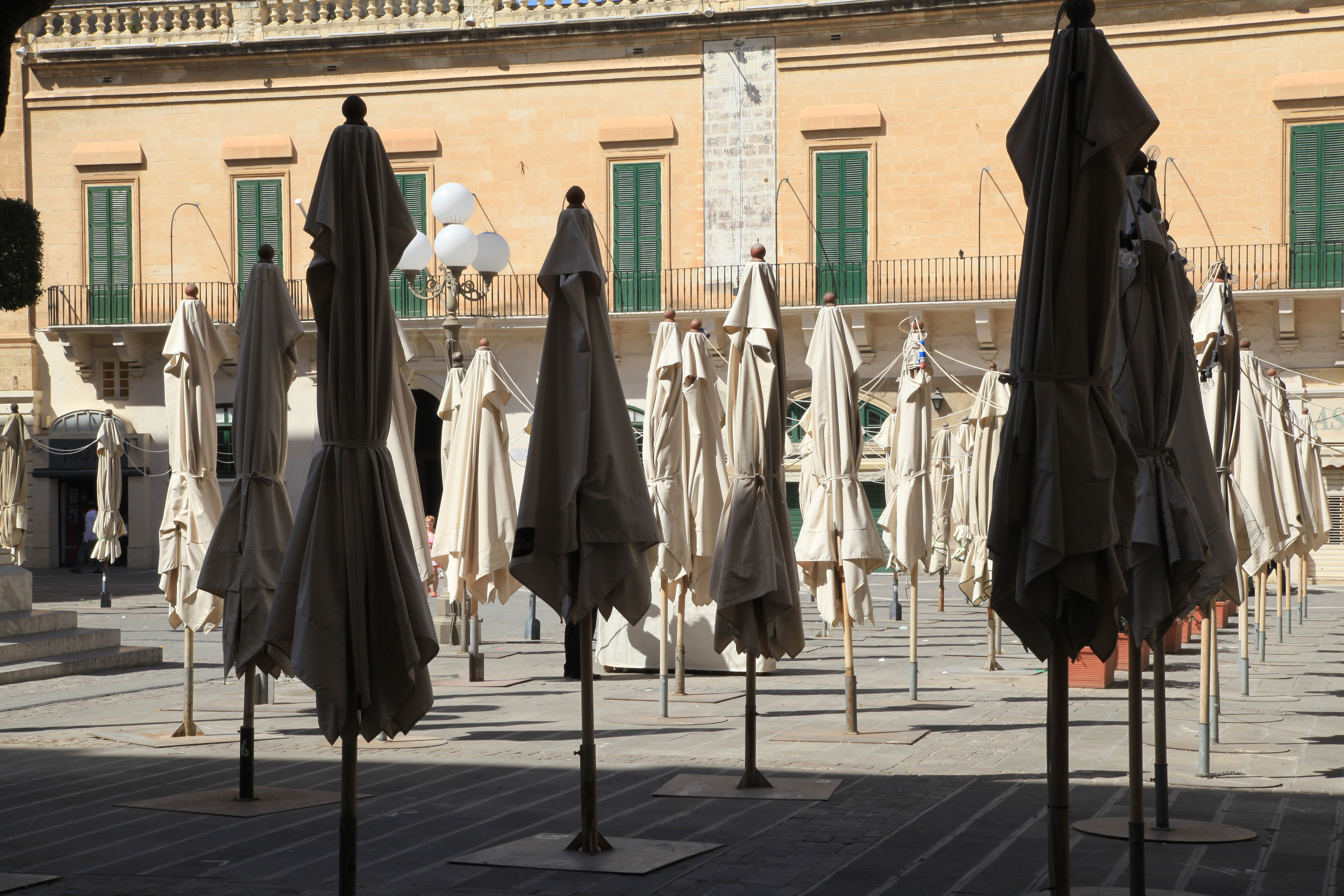
Fasada Casa del Commun Tesoro; widoczny zegar słoneczny/kalendarz

Casa del Commun Tesoro jest wielkim budynkiem o dwóch kondygnacjach. Jego fasada jest prosta, a wzdłuż prawie całego pierwszego piętra biegnie otwarty balkon. Na froncie budynku, od strony Republic Street, znajduje się duży zegar słoneczny z kalendarzem, co jest unikatem na Malcie. Na parterze znajduje się kilka sklepów, w tym Caffe Cordina. Wnętrze budowli zawiera dekorowany sufit, dużą klatkę schodową oraz centralnie położony dziedziniec.